# Лаша
Лаша (біл. Лаша) — село в складі Гродненського району Гродненської області, Білорусь. Село підпорядковане Індурській сільській раді, розташоване у західній частині області.

## Відомі люди
- Карський Юхим Федорович (1861—1931) — білоруський мовознавець, філолог-славіст.